# Krendelia ansata
Krendelia ansata (лат.) — вид вымерших насекомых семейства Maguviopseidae (Prosboloidea) из подотряда цикадовых отряда полужесткокрылых. Единственный вид в составе рода Krendelia. Древнейшие находки происходят из триаса Азии (Мадиген, Кыргызстан). Родовое название происходит от русского слова «крендель».

## Описание
Длина от 5,7 до 6,7 мм. Жилка RP разветвлённая; жилка RA согнута у dSc и ir, удалена от и субпараллельная к костальному краю; стигмальные ячейки субквадратные угловатые;
ячейки между жилок широкие. Surface punctate to rasp-like. Тегмен плоский, усеченный на вершине и выемчатый на у MA1. Жилка MA разветвлённая, MP простая. R разветвлённая у середины тегмена. Клавус длиннее, чем 2/3 тегмена. Вид был впервые описан по отпечаткам в 2011 году российским палеоэнтомологом Дмитрием Щербаковым (Палеонтологический институт РАН, Москва, Россия). Среди сестринских таксонов: †Asiocula, Cuanoma, Falcarta, Fasolinka, Maguviopsis, Nevicia, Nonescyta, Phyllotexta, Sacvoyagea, Sitechka.